# PoGOLite
PoGOLite (Polarized Gamma-ray Observer)  och dess uppföljare PoGO+ är svenska ballongburna experiment inom astrofysik med syfte att mäta polarisation i högfrekvent röntgenstrålning och lågfrekvent gammastrålning. Experimenten är känsliga för fotoner med ett energispann om 25-80 keV. PoGOLite innehöll 217 ”phoswich” detektorceller (PDC), som är omgivna av en ring av sido-antikoincidenssköld (SAS) med detektorer. Förarbetet med experimentet hade pågått i sju års tid.
”Pathfinder”-instrumentet PoGOLite som innehöll 61 PDC och 30 SAS-detektorer släpptes upp från Esrange nära Kiruna kl 08:18 den 12 juli 2013 och avslutades i norra Ryssland den 26 juli 2013.  Ett tidigare uppsändningsförsök gjordes juli 2011 men fick avbrytas fyra timmar senare på grund av en ballongläcka. Flygningen 2011 skulle bli den första cirkumpolära ballongflygning på norra halvklotet och beräknades ta 17-25 dagar. En flygning som planerades till juli 2012 ställdes in på grund av vädret . 
Under flygningen 2013 detekterades pulsaren i Krabbnebulosan. Ett sekundärt mål för flygningen var röntgenbinären Cygnus X-1. Dessa objekt är två av de ljusaste inom PoGOLites energiområde.
Det uppgraderade experimentet PoGO+, som sändes upp från Esrange den 12 juli 2016, genomförde observationer av både Krabbpulsaren och Cygnus X-1 och landade på Victoriaön i norra Kanada den 18 juli 2016.